# Вирановский, Георгий Николаевич
Гео́ргий Никола́евич Вирано́вский (1 (13) ноября 1867 года, имение Карпово, Херсонская губерния, Российская империя — 1920 год, Омск, территория, подчинённая Временному Всероссийскому правительству) — русский военачальник, участник Русско-японской и Первой мировой войн, генерал-лейтенант (1917 год), участник (1918−1920) Белого Движения в годы Гражданской войны. Кавалер орденов Святого Георгия 3-й и 4-й степеней.

## Биография

### Семья
Георгий Николаевич Вирановский происходил из дворянского рода Вирановских:
- Отец — полковник Николай Антонович Вирановский (1816—1896 годы) был участником обороны Севастополя в 1854—1855 годах.
- Мать — Александра Васильевна, урождённая Белоконь (в первом браке — Карпова).
- Братья — Александр (род. в 1857 году), Николай (род. в 1859 году), Иван (род. в 1861 году), Константин (род. в 1866 году; служил в Отдельном корпусе пограничной стражи), Пётр (1872—1940 годы, служил в Отдельном корпусе пограничной стражи, в эмиграции); сёстры — Елизавета (род. в 1863 году), Наталья (1869—1917 годы), Мария (род. в 1870 году).
- Жена — Елена Артуровна, урождённая Люикс, дочь бельгийского подданного, одесского архитектора, Артура Густавовича Люикса и Элизе, урождённой де Ля Рош.
- Дети — Борис (1893—1968 годы; участник Гражданской войны в войсках ВСЮР, был в эмиграции во Франции, репатриант), Георгий (1896—1926 годы; участник Гражданской войны в рядах Добровольческой армии (2-й конный Дроздовский полк) и ВСЮР, в эмиграции), Николай (1910—1985 годы, регент архиерейского хора в Успенском кафедральном соборе в Одессе).

### Образование
Окончил в 1885 году Владимирский Киевский кадетский корпус, в 1887 году — 3-е военное Александровское училище по 1-му разряду, в 1897 году — Николаевскую академию Генерального штаба по 1-му разряду.

### Служба в Русской армии
28 августа (9 сентября) 1885 года — юнкер рядового звания. 11 февраля 1886 года — подпоручик.
7 (19) августа 1887 года назначен в 56-й пехотный Житомирский полк.
20 мая (1 июня) 1890 года был прикомандирован к 14-й артиллерийской бригаде для испытания по службе и перевода впоследствии в артиллерию. С 15 (27) мая 1891 года — поручик. 16 (28) июля 1891 года переведён в 14-ю артиллерийскую бригаду и 12 (24) августа назначен в 4-ю батарею.
28 июля (9 августа) 1896 года — штабс-капитан; 19 (31) мая 1897 года — капитан.
26 мая (7 июня) 1897 года причислен к Генеральному Штабу и назначен на службу в Киевский военный округ.
17 (29) января 1898 года переведён в Генеральный Штаб с назначением старшим адъютантом штаба 19-й пехотной дивизии.
24 ноября (6 декабря) 1898 года — старший адъютант штаба 21-го армейского корпуса.
По случаю военных действии на Дальнем Востоке с 16 (28) июля по 18 (30) декабря 1900 года был командирован в управление 3-й стрелковой бригады для исполнения обязанностей старшего адъютанта. Находился в пределах Маньчжурии, участвовал находился в экспедиции полковника А.С. Хатова с 2 (14) сентября по 10 (22) октября 1900 года (с перестрелкой 28 сентября (10 октября)).
С 5 (18) февраля 1901 года был прикомандирован на годичный срок к 166-му пехотному Ровненскому полку для командования ротой.
6 (19) декабря 1901 года — подполковник, назначен исполняющим должность штаб-офицера для особых поручений при штабе 9-го армейского корпуса.
25 октября (7 ноября) 1903 года назначен штаб-офицером для особых поручений при штабе Одесского военного округа. С 26 января (8 февраля) 1904 года — старший адъютант штаба Одесского военного округа. Цензовое командование батальоном отбывал в 14-м стрелковом полку с 12 (25) июня по 10 (23) октября 1904 года.
11 (24) октября 1904 года переведён исправляющим должность штаб-офицера при управлении 4-й стрелковой бригады, с 25 октября (7 ноября) — штаб-офицер. 6 (19) декабря 1905 года — полковник. Участник русско-японской войны 1904—1905 годов с 1905 года по май 1906 года.
22 июля (4 августа) 1907 года назначен начальником штаба войск Одесского лагерного сбора. С 13 (26) мая по 13 (26) июля 1908 года был прикомандирован к артиллерии, а с 13 (26) июля по 15 (28) августа 1908 года и к кавалерии.
С 1 (14) июня 1911 года — командир 16-го стрелкового императора Александра III полка.
После начала Первой мировой войны принял командование над бригадой 65-й пехотной дивизии. С 12 (25) августа 1914 года — генерал-майор.

«В боях у села Подбуж с 3 по 11 октября 1914 года лично управляя действиями отряда, отбил ряд упорных атак превосходного в силах противника и затем, перейдя в решительное наступление, занял высоту у села Подбуж, после чего сражение приняло решительный поворот в пользу русских войск.».

14 (27) декабря 1914 года назначен начальником штаба 8-го артиллерийского корпуса.
С 4 (17) мая 1916 года — командующий 12-й пехотной дивизией.

«28 мая 1916 года, командуя 12-й пехотной дивизией, лично руководя ей, неоднократно, с явной опасностью для жизни, выезжая в район боевого расположения полков, атаковал противника, наступая от деревни Черный Поток, прорвал его укрепленную позицию и, преследуя неприятеля, вышел в тыл высоте „272“ и на фланг противника, оборонявшего высоту „458“, чем заставил его очистить высоту „272“ и облегчил 32-й дивизии овладение высотой „458“, вследствие чего австрийцы были отброшены 11-м армейским корпусом сперва за р. Прут, а затем в горы, причем занят был город Черновицы и захвачено 729 офицеров, 28021 нижний чин, 30 орудий 92 пулемёта, 26 бомбометов, 9 миномётов и множество других трофеев».

6 (19) декабря 1916 года назначен исполняющим должность начальника штаба 6-й армии генерала В. Н. Горбатовского.
После Февральской революции 2 (15) апреля 1917 года назначен командующим 2-м гвардейским корпусом 11-й армии. 29 апреля (12 мая) 1917 года — генерал-лейтенант.

Письмо от 30 июня генерала Духонина, бывшего начальником штаба Юго-эападного фронта, к генералу Корнилову — тогда командующему 8-й армией:
«Милостивый Государь, Лавр Георгиевич! Главнокомандующий по долгу службы, приказал сообщить Вам ниже следующие сведения, о деятельности командира 2-го гвардейского корпуса, генерала Вирановского, и штаба этого корпуса, полученные от войсковых организаций, и относящиеся к двадцатым числам июня сего года.
В корпусе создалось настроение против наступления. Генерал В., будучи сам противником наступления, заявил дивизионным комитетам, что он ни в каком случае не поведет гвардию на убой. Ведя собеседование с дивизионными комитетами, генерал В. разъяснял все невыгоды и трудности наступления, выпавшие на долю корпуса, и указывал на то, что ни справа, ни слева, ни сзади никто не поддержит корпус. Чины штаба корпуса вообще удивлялись, как главнокомандующий мог давать такие задачи, неразрешимость которых ясна даже солдатам-делегатам. Штаб корпуса был занят не тем, чтобы изыскать способы выполнить поставленную корпусу трудную задачу, а старался доказать, что эта задача невыполнима».

19 августа (1 сентября) 1917 года переведён в резерв чинов при штабе Киевского, а 8 (21) сентября 1917 года — Одесского военного округа.
9 (22) сентября 1917 года, когда после выступления генерала Л. Г. Корнилова освободилось много командных постов, назначен командиром 26-го артиллерийского корпуса 9-й армии.
С 23 октября (5 ноября) 1917 года — начальник штаба помощника главнокомандующего армиями Румынского фронта.

### Гражданская война
После расформирования фронта проживал в имении Карпово, но через год переправился, обогнув по морю Азию на Восточный фронт, куда прибыл в августе 1919 года. Служил в армии адмирала А. В. Колчака в должности главного начальника снабжения 2-й и 3-й армий. В январе 1920 года пленён частями красной 5-й армии в Красноярске.
Числился в живых в списках разведотдела штаба 5-й армии РККА на 4 февраля 1920 года. Передан в распоряжение начальника Всероглавштаба, в списках которого упоминается между 15 мая и 7 августа 1920 года. Был расстрелян в плену в 1920 году; по другой версии, умер от тифа.

## Современники о Георгии Николаевиче
Генерал-лейтенант А. С. Лукомский вспоминал:

«Г. Н. Вирановский был в одно время со мной в Академии. Был хорошим приятелем, и мы все его любили, но был чрезвычайно легкомыслен и не отличался особенно твердой моралью. Во время войны, в качестве начальника штаба корпуса (у В. М. Драгомирова), получил Георгия 4-й степени, а командуя 12-й пехотной дивизией, получил в 1916 г. Георгия 3-й степени. В период революции и начавшегося развала армии, командуя корпусом и вр[еменно] армией, оказался крайне неустойчивым и под давлением „комитета“ представил главнокомандующему Юго-Западного фронта генералу Деникину записку о необходимости со старших начальников снять все заботы по управлению, сохранив в их руках, как „спецов“, только строевое и боевое командование. Деникин его немедленно сместил и в период борьбы с большевиками на Юге России не захотел принять Вирановского в ряды армии.
Вирановский уехал на Дальний Восток к Колчаку, но попал туда уже в период развала и был где-то расстрелян большевиками.»

Из воспоминаний В. Н. фон Дрейера:

«Это был блестящий во всех отношениях человек. Офицер Генерального Штаба, прекрасно образованный, остроумный, очень видный, красивый, храбрый; он отлично командовал на войне полком, за что получил два Георгиевских креста и два генеральских чина. В начале революции Вирановский состоял уже в должности начальника штаба румынского фронта, у генерала Щербачева. … генерал-лейтенант Георгий Николаевич Вирановский страдал тем, что равнодушно не мог видеть ни одной хорошенькой женщины. Из-за одной из них Щербачев вынужден был, в один прекрасный день, на его место пригласить генерала Геруа… В последний раз я видел Вирановского чрез год в Одессе; как и многие он был уже эмигрантом, бежав от большевиков, но все тот же видный, элегантный, не спускавший глаз с красивых женщин. Говорят, что ему удалось перебраться в Сибирь, там он и умер.»

## Награды
- 6 (18) декабря 1899 года — Орден Святого Станислава 3-й степени
- 6 (19) декабря 1903 года — Орден Святой Анны 3-й степени
- 31 октября (13 ноября) 1905 года — Орден Святого Станислава 2-й степени
- 31 декабря 1905 года (13 января 1906 год) — Орден Святого Станислава 2-й степени с мечами и бантом (утверждён 8 (21) июля 1907 года за труды, понесенные в войну с Японией)
- 12 (25) февраля 1908 года — Орден Святой Анны 2-й степени
- 1911 год — Орден Святого Владимира 4-й степени
- 6 (19) декабря 1913 года — Орден Святого Владимира 3-й степени
- 24 апреля (7 мая) 1915 года — Орден Святого Георгия 4-й степени (за бои 3-10 (23) ноября 1914 года у села Подбуж)
- 1915 год — Орден Святого Станислава 1-й степени с мечами
- 1916 год — Орден Святой Анны 1-й степени
- 4 (17) августа 1916 года — Орден Святого Георгия 3-й степени (за отличие во время наступления 28 мая (10 июня) 1916 года у деревни Чёрный Поток)
- 1902 год — серебряная медаль за поход в Китай в 1900—1901 годах
- 1906 год — светло-бронзовая медаль в память войны с Японией 1904—1905 годов.

### Сочинения Г. Н. Вирановского
- Вирановский Г. Н. Наболевшие мысли по поводу проигранной кампании (Причины поражения России в Русско-японской войне). — Одесса, 1911. — 15 с.